# Kazimierz Drewnowski
Kazimierz Bolesław Drewnowski (ur. 4 marca 1881 w Stanisławowie, zm. 22 sierpnia 1952 w Zakopanem) – polski profesor, inżynier, rektor Politechniki Warszawskiej, pułkownik łączności Wojska Polskiego, kawaler Orderu Virtuti Militari.

## Życiorys
Był synem Ignacego Drewnowskiego (1846-1920, urzędnik) i Marii z domu Koniecka oraz bratem Ignacego (1897-1993, oficer) i Marii (uczestniczka obrony Lwowa w 1918, zm. w 1979 we Lwowie w wieku 86 lat). Uczęszczał do gimnazjów w Nowym Sączu oraz Krakowie. W 1889 zdał egzamin dojrzałości w C. K. IV Gimnazjum we Lwowie. Studia odbył w latach 1899-1903 na Wydziale Budowy Maszyn lwowskiej Szkoły Politechnicznej. Uzupełnił je w Związkowej Wyższej Szkole  Technicznej w Zurychu (1903-1905), gdzie uzyskał absolutorium. W latach 1905–1907 odbywał praktykę zawodową w zakładach elektrotechnicznych i elektrowniach Fryburga oraz filiach Siemensa-Schuckerta w Wiedniu i Lwowie. W 1907 roku został adiunktem na Politechnice Lwowskiej, gdzie objął też Katedrę Elektrotechniki.
Uczestniczył w międzynarodowych kongresach elektrotechnicznych w  1908 roku w Marsylii i w 1911 roku w Turynie.
W 1914 roku austriackie Ministerstwo Oświaty wysłało Drewnowskiego na praktykę zawodową na Politechnikę w Darmstadt oraz do Belgii i Francji. Głównym założeniem tej podróży było uzupełnienie wiedzy z zakresu wysokich napięć, radiotelegrafii oraz zastosowania elektryczności w górnictwie.
W latach 1914–1917 pełnił służbę w Legionach Polskich. 1 października 1916 roku podjął pracę na Politechnice Warszawskiej, gdzie jako pierwszy Polak wykładał elektrotechnikę. Najpierw pracował na Wydziale Chemii, a w rok później na Wydziale Budowy Maszyn i Elektrotechniki. Był wówczas „urlopowany” z Komendy Legionów Polskich. Awansował kolejno na chorążego (10 października 1914), podporucznika (23 listopada 1914) i porucznika (1 lipca 1915).
30 października 1918, w przeddzień walk o Lwów w trakcie wojny polsko-ukraińskiej, przybył do tego miasta w stopniu major jako adiutant Rady Regencyjnej i jej przedstawiciel wojskowy. 15 listopada 1918 roku powołany został na stanowisko szefa Oddziału II Łączności Sztabu Generalnego WP i równocześnie szefa Służby Łączności Wojska Polskiego. 10 grudnia tego roku wyznaczony został na stanowisko szefa Sekcji Elektrotechnicznej Departamentu III Technicznego (Techniczno-Inżynieryjnego) Ministerstwa Spraw Wojskowych. 15 marca 1919 stanął na czele Inspektoratu Wojsk Łączności podporządkowanego II wiceministrowi spraw wojskowych 21 września 1919 roku awansował na podpułkownika.
1 marca 1920 mianowany został szefem Sekcji II Wojsk Łączności Departamentu II Wojsk Technicznych M.S.Wojsk. W sierpniu następnego roku, po przejściu M.S.Wojsk. na organizację pokojową wyznaczony został na stanowisko szefa Wydziału Wojsk Łączności Departamentu VI Wojsk Technicznych. 3 maja 1922 roku został zweryfikowany w stopniu pułkownika ze starszeństwem z 1 czerwca 1919 roku i 1. lokatą w korpusie oficerów łączności, a 17 maja 1922 roku odznaczono go orderem wojskowym „Virtuti Militari" V klasy.
1 października 1916 roku związał się z PW. Objął wówczas wykłady z techniki wysokiego napięcia. Natomiast od listopada 1918 roku jako docent prowadził wykłady z podstaw elektrotechniki, ćwiczenia z pomiarów elektrotechnicznych, pełnił funkcję kierownika laboratorium elektrotechnicznego.
1 września 1919 roku został zastępcą profesora na Wydziale Budowy Maszyn i Elektrotechniki prowadząc wykłady z elektrotechniki doświadczalnej i mierniczej.
1 marca 1920 mianowany został szefem Sekcji II Wojsk Łączności Departamentu II Wojsk Technicznych M.S.Wojsk. W sierpniu następnego roku, po przejściu M.S.Wojsk na organizację pokojową wyznaczony został na stanowisko szefa Wydziału Wojsk Łączności Departamentu VI Wojsk Technicznych. 3 maja 1922 roku został zweryfikowany w stopniu pułkownika ze starszeństwem z 1 czerwca 1919 roku i 1. lokatą w korpusie oficerów łączności[5]. 
Brał udział nad organizacją Politechniki Wojskowej. 25 kwietnia 1921 roku utworzono Komitet Politechniki Wojskowej w której skład wszedł Drewnowski. W lipcu 1921 roku stanął na czele Komisji Organizacyjnej Politechniki Wojskowej, która powołana została przez gen. Władysława Sikorskiego, szefa Sztabu Generalnego. 
Inicjator powstania Polskiego Komitetu Wielkich Sieci Elektrycznych oraz Polskiego Komitetu Elektrotechnicznego(PKE). Pełnił tam funkcję sekretarza generalnego (1924-1929), a potem wieloletni przewodniczący. W okresie 1928–1929 pełnił funkcję wiceprezesa SEP (Stowarzyszenie Elektryków Polskich).
W maju 1939 został wybrany rektorem Politechniki Warszawskiej, obejmując to stanowisko 1 września 1939 r. W czasie wojny organizował tajne nauczanie. Od 19 września 1940 oficjalnie pełnił funkcję „zarządcy”, jednak uważano go za rektora aż do końca wojny. 10 listopada 1942 został aresztowany i uwięziony na Pawiaku. Następnie został osadzony w obozie koncentracyjnym w Majdanku i Dachau, gdzie doczekał końca wojny.
Po wojnie przebywał na dwuletnim urlopie w Belgii. Szybko wrócił do organizowania życia akademickiego i naukowego, obejmując w 1947 Katedrę Miernictwa Elektrycznego i Wysokich Napięć na Politechnice Warszawskiej.

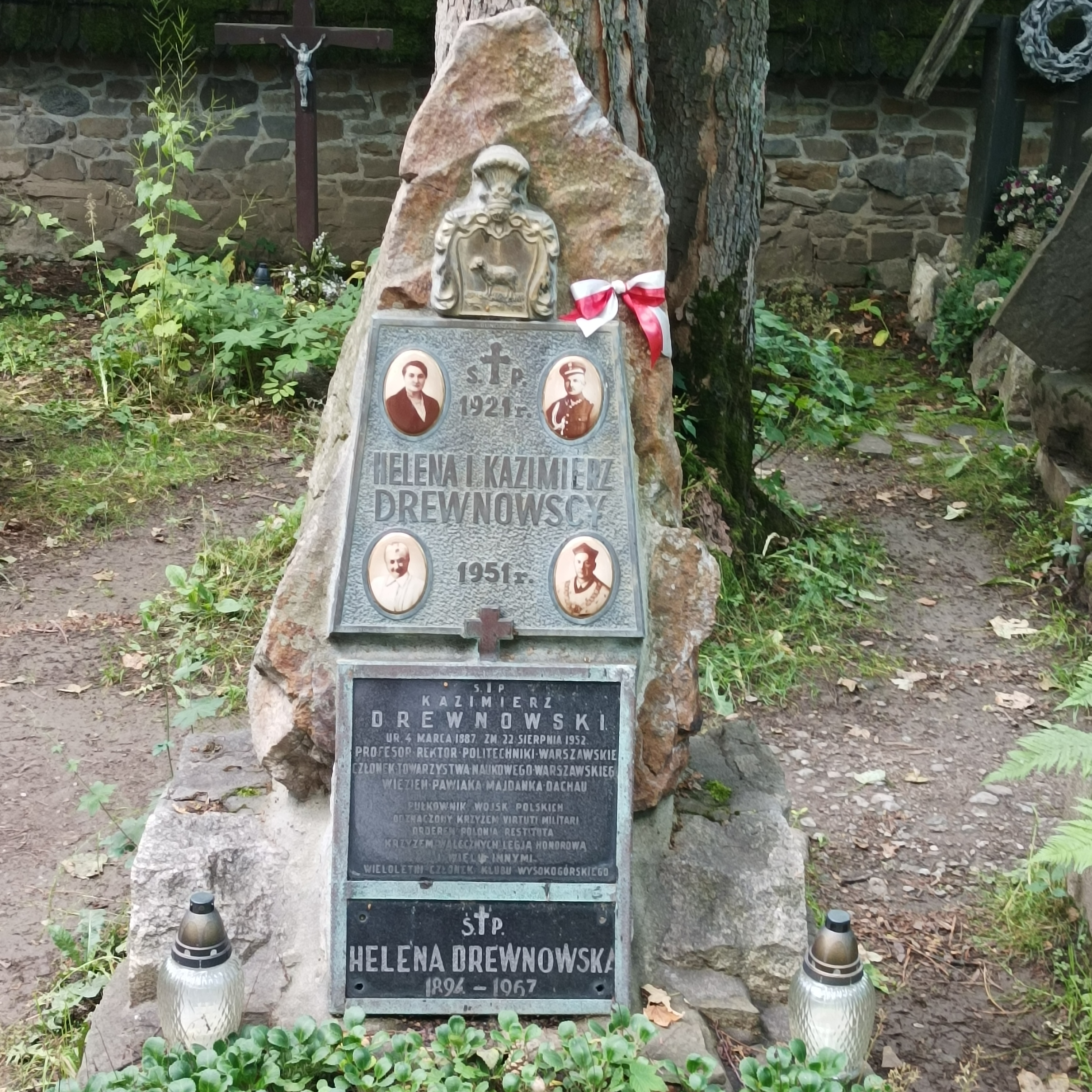
Grób prof. Kazimierza Drewnowskiego na Cmentarzu Zasłużonych na Pęksowym Brzyzku

Zmarł nagle 22 sierpnia 1952 w Zakopanem będąc w pełni sił twórczych. Pochowany został na starym cmentarzu w Zakopanem (sektor L-I-63).
Materiały archiwalne Kazimierza Drewnowskiego znajdują się w PAN Archiwum w Warszawie pod sygnaturą III-28.
Decyzją Ministra Obrony Narodowej Nr 9/MON z dnia 18 stycznia 1999 imię płk prof. inż. Kazimierza Drewnowskiego otrzymał Centralny Węzeł Łączności Ministerstwa Obrony Narodowej w Warszawie. Jego imieniem nazwane zostały ulice w Warszawie, Poznaniu i Zegrzu. Od 1994 r. jest patronem Zespołu Szkół Energetycznych w Lublinie.

## Stanowiska
- 1907–1912 – adiunkt Katedry Elektroniki lwowskiej Szkoły Politechnicznej;
- 1908–1919 – współorganizator  i przewodniczący sekcji Elektrotechnicznej, sekretarz Wydziału Głównego Towarzystwa Politechnicznego we Lwowie;
- 1916 – wykładowca PW;
- 1918 – wykładowca oraz kierownik laboratorium elektrotechnicznego;
- Wrzesień 1919 – zastępca profesora na Wydziale Budowy Maszyn i Elektrotechniki;
- 1 marca 1920 – szef Sekcji II Wojsk Łączności Departamentu II Wojsk Technicznych  M. S. Wojsk;
- 1924–1929 – sekretarz generalny i przewodniczący PKE;
- 1928–1929 – wiceprezes Stowarzyszenia Elektryków Polskich;
- 1939/1940,1944/1945 – Rektor Politechniki Warszawskiej;

## Członkostwa
- 1908 – 1914 członek kolegium redakcyjnego „Czasopisma Technicznego” – Organu Towarzystwa Politycznego
- 1959 (pośmiertnie) otrzymał godność członka honorowego Koła Elektryków Studentów PW i SEP

## Ordery i odznaczenia
- Krzyż Srebrny Orderu Wojskowego Virtuti Militari nr 7485 (17 maja 1922)[23][24]
- Krzyż Niepodległości (4 lutego 1932 „za pracę w dziele odzyskania niepodległości")[25]
- Krzyż Oficerski Orderu Odrodzenia Polski (2 maja 1923 „w uznaniu zasług, położonych dla Rzeczypospolitej Polskiej na polu organizacji wojskowej")[26][27][28]
- Krzyż Oficerski Legii Honorowej (Francja, zezwolenie Naczelnika Państwa w 1922)[29]

## Działalność pozanaukowa
- Miłośnik Tatr, należał do  Karpackiego Towarzystwa Narciarzy, Polskiego Towarzystwa Tatrzańskiego i jego Klubu Wysokogórskiego.

## Wybrane publikacje
- Lwów 1914 - „ Pomiary elektrotechniczne”
- Warszawa 1927 - „Materiały i układy izolacyjne wysokiego napięcia”
- Warszawa 1934 - Współautor pracy „ Prof. Dr Ignacy Mościcki. Życie i działalność na polu nauki i techniki”
- Warszawa 1939 - „Wytrzymałość dielektryczna”
- „Laboratorium miernictwa elektrycznego” - kilka wydań
- Warszawa 1950- „Pomiary elektroenergetyczne  i wysokonapięciowe”
- Artykuły na łamach „Czasopisma Technicznego”, „Przeglądu Technicznego”, „Przeglądu Elektrotechnicznego”